# Wertheimpark

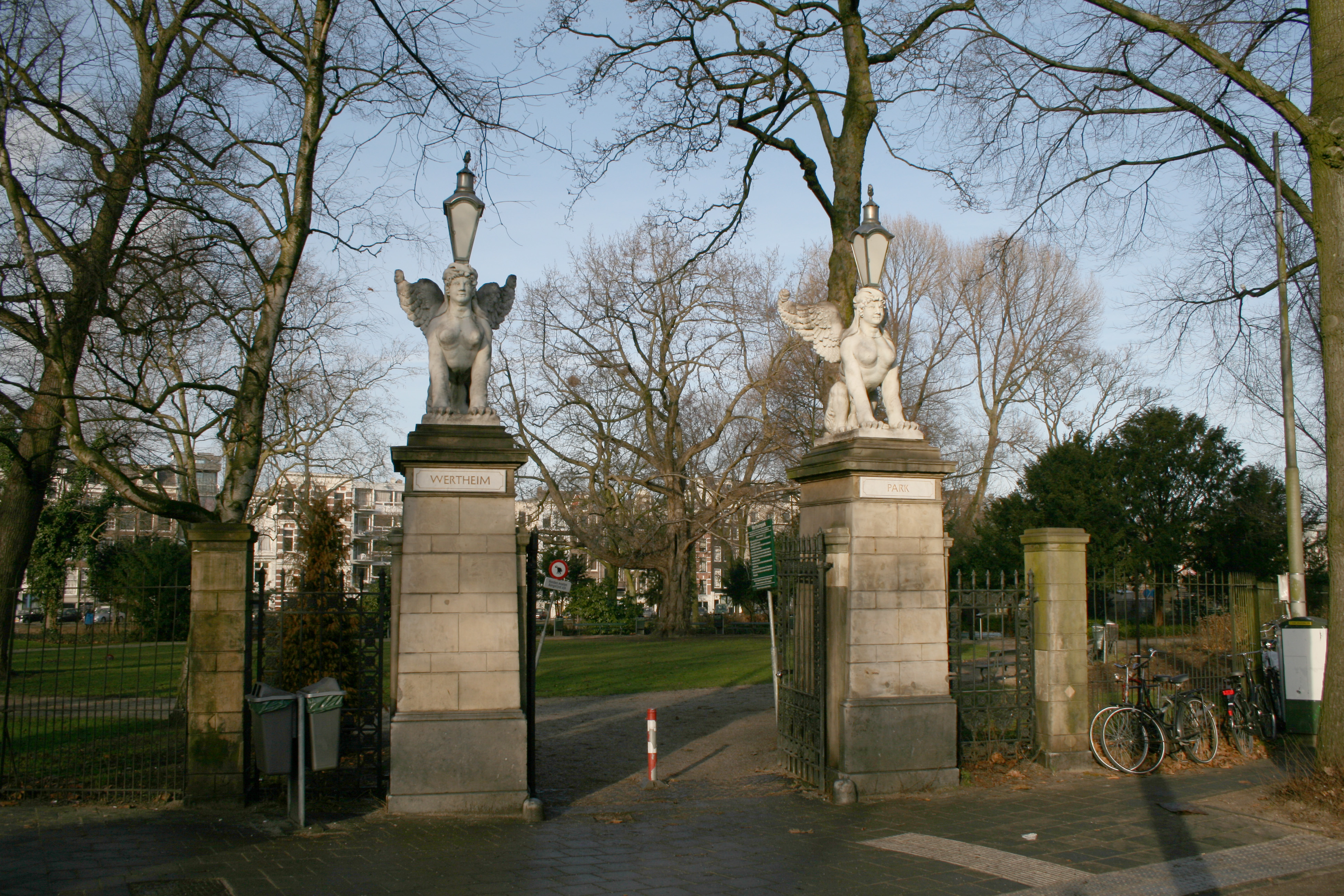
Eingangstor in den Wertheimpark

Der Wertheimpark ist eine Parkanlage in der niederländischen Hauptstadt Amsterdam. Sie befindet sich im Stadtteil Plantagebuurt. Der Park wurde nach Abraham Carel Wertheim benannt.

## Lage
Der Park befindet sich östlich der Nieuwe Herengracht und nördlich des botanischen Gartens Hortus Botanicus Amsterdam. In der Nähe befindet sich zudem der Artis.

## Auschwitz-Denkmal
Im Wertheimpark befindet sich ein Mahnmal zum Gedenken an die Opfer des KZ Auschwitz. Es besteht aus im Boden eingelassenen zerbrochene Spiegel.

## Einzelnachweis
1. ↑  Auschwitz-Denkmal auf iamsterdam.com. Abgerufen am 24. September 2020.

Koordinaten: 52° 22′ 5″ N, 4° 54′ 33″ O